# Конрад II фон Кирхберг
Конрад II фон Кирхберг (на немски: Konrad II von Kirchberg; † 2 февруари 1282/1286) е граф на Кирхберг при Улм в Баден-Вюртемберг.

## Произход
Произлиза от швабската благородническа фамилия фон Кирхберг близо до Улм. Той е син на граф Еберхард II фон Кирхберг († 1183/сл. 1240) и съпругата му (вер. Берта) фон Албек, или на граф Конрад I фон Кирхберг († пр. 1268) и съпругата му Берхта фон Еберщал. Брат е на Ото IV фон Кирхберг и Бранденбург († сл. 1220), Бруно фон Кирхберг († 1288), епископ на Бриксен (1250 – 1288) и (вер.) на Еберхард III фон Кирхберг († 1282/1283).

## Фамилия
Конрад II фон Кирхберг се жени за Елизабет фон Айхен († сл. 1278) и има две деца:
- Конрад IV фон Кирхберг (III) († сл. 30 март 1315), има четири деца
- Аделхайд фон Кирхберг, омъжена за Ото II фон Валдбург-Траухбург († 9 юли 1386, убит в битката при Земпах), син на Ото I фон Валдбург-Траухбург († 1363) и Аделхайд фон Ретенберг († 1359).[4]